# Dubrovački solad
Solad je bio bakreni novac Dubrovačke Republike kovan između 1678. i 1797. Vrijednost mu je bila 5 minci ili 1/16 dubrovačkog dinara.